# Schneverdingen
Schneverdingen è una città di 18.997 abitanti della Bassa Sassonia, in Germania.
Appartiene al circondario della Landa.
Il territorio comunale comprende anche le frazioni di Ehrhorn, Großenwede, Heber, Insel, Langeloh, Lünzen, Schülern, Wesseloh, Wintermoor e Zahrensen.

## Amministrazione

### Gemellaggi
- Eksjö